# زمین‌لرزه ۱۹۱۸ فیلیپین
زمین‌لرزه فیلیپین در تاریخ ۱۵ اوت ۱۹۱۸ میلادی، برابر با ‎۲۳ مرداد ۱۲۹۷، ساعت ۱۲:۱۸:۱۶ به زمان یوتی‌سی در فیلیپین رخ داد. ژرفای این زلزله ۳۵ کیلومتر بود. بزرگی آن ۸٫۲ در مقیاس Mw اعلام شده‌است. زمین‌لرزه به وقت محلی در روز پنج‌شنبه، ساعت ۲۰ روی داده و منطقه زمانی آن یوتی‌سی +۸ بوده‌است.
سازمان زمین‌شناسی آمریکا نیز جای این زمین‌لرزه را در مختصات ۵°۲۴′شمالی ۱۲۵°۱۲′شرقی / ۵٫۴°شمالی ۱۲۵٫۲°شرقی و بزرگی آنرا برابر با ۸٫۳ در مقیاس ریشتر اعلام کرده‌است. ژرفای گزارش شده از سوی این سازمان ۳۳ کیلومتر می‌باشد.